# Wereldkampioenschappen judo 1997
De wereldkampioenschappen judo 1997 waren de twintigste editie van de wereldkampioenschappen judo en werden gehouden in de  Franse hoofdstad Parijs, van donderdag 9 oktober tot en met zondag 12 oktober 1997.

## Medailleoverzicht

### Mannen
| Gewichtsklasse | Goud            | Zilver              | Brons                |
| -------------- | --------------- | ------------------- | -------------------- |
| – 60 kg        | Tadahiro Nomura | Georgi Revazichvili | Fúlvio Miyata        |
| – 60 kg        | Tadahiro Nomura | Georgi Revazichvili | Cédric Taymans       |
| – 65 kg        | Kim Hyuk        | Larbi Benboudaoud   | Georgi Vazagashvili  |
| – 65 kg        | Kim Hyuk        | Larbi Benboudaoud   | Victor Bivol         |
| – 71 kg        | Kenzo Nakamura  | Christophe Gagliano | Guilherme Bentes     |
| – 71 kg        | Kenzo Nakamura  | Christophe Gagliano | Vsevolods Zeļonijs   |
| – 78 kg        | Cho In-Chul     | Djamel Bouras       | Kwak Ok-Chol         |
| – 78 kg        | Cho In-Chul     | Djamel Bouras       | Patrick Reiter       |
| – 86 kg        | Jeon Ki-Young   | Marko Spittka       | Brian Olson          |
| – 86 kg        | Jeon Ki-Young   | Marko Spittka       | Michele Monti        |
| – 95 kg        | Paweł Nastula   | Aurélio Miguel      | Ghislain Lemaire     |
| – 95 kg        | Paweł Nastula   | Aurélio Miguel      | Yoshio Nakamura      |
| + 95 kg        | David Douillet  | Shinichi Shinohara  | Pan Song             |
| + 95 kg        | David Douillet  | Shinichi Shinohara  | Tamerlan Tmenov      |
| Open           | Rafał Kubacki   | Yoshiharu Makishi   | Dennis van der Geest |
| Open           | Rafał Kubacki   | Yoshiharu Makishi   | Harry Van Barneveld  |

### Vrouwen
| Gewichtsklasse | Goud                 | Zilver            | Brons                |
| -------------- | -------------------- | ----------------- | -------------------- |
| – 48 kg        | Ryoko Tamura         | Amarilis Savón    | Monika Kurath        |
| – 48 kg        | Ryoko Tamura         | Amarilis Savón    | Pae Dong-Suk         |
| – 52 kg        | Marie-Claire Restoux | Kye Sun-hui       | Hyun Sook-Hee        |
| – 52 kg        | Marie-Claire Restoux | Kye Sun-hui       | Nicole Flagothier    |
| – 56 kg        | Isabel Fernández     | Driulis González  | Chiyori Tateno       |
| – 56 kg        | Isabel Fernández     | Driulis González  | Magali Baton         |
| – 61 kg        | Séverine Vandenhende | Gella Vandecaveye | Sara Álvarez         |
| – 61 kg        | Séverine Vandenhende | Gella Vandecaveye | Jung Sung-Sook       |
| – 66 kg        | Kate Howey           | Anja Von Rekowski | Emanuela Pierantozzi |
| – 66 kg        | Kate Howey           | Anja Von Rekowski | Cho Min-Sun          |
| – 72 kg        | Noriko Anno          | Diadenis Luna     | Edinanci da Silva    |
| – 72 kg        | Noriko Anno          | Diadenis Luna     | Ulla Werbrouck       |
| + 72 kg        | Christine Cicot      | Miho Ninomiya     | Beata Maksymow       |
| + 72 kg        | Christine Cicot      | Miho Ninomiya     | Sun Fuming           |
| Open           | Daima Beltrán        | Raquel Barrientos | Miho Ninomiya        |
| Open           | Daima Beltrán        | Raquel Barrientos | Yuan Hua             |

## Medaillespiegel
| Plaats | Land                | Goud | Zilver | Brons | Totaal |
| 1      | Japan               | 4    | 3      | 3     | 10     |
| 2      | Frankrijk           | 4    | 3      | 2     | 9      |
| 3      | Zuid-Korea          | 3    | 0      | 3     | 6      |
| 4      | Polen               | 2    | 0      | 2     | 4      |
| 5      | Cuba                | 1    | 4      | 0     | 5      |
| 6      | Spanje              | 1    | 1      | 1     | 3      |
| 7      | Verenigd Koninkrijk | 1    | 0      | 0     | 1      |
| 8      | België              | 0    | 1      | 4     | 5      |
| 9      | Brazilië            | 0    | 1      | 2     | 3      |
| 9      | Noord-Korea         | 0    | 1      | 2     | 3      |
| 11     | Georgië             | 0    | 1      | 1     | 2      |
| 12     | Duitsland           | 0    | 1      | 0     | 1      |
| 13     | China               | 0    | 0      | 3     | 4      |
| 14     | Italië              | 0    | 0      | 2     | 2      |
| 15     | Oostenrijk          | 0    | 0      | 1     | 1      |
| 15     | Verenigde Staten    | 0    | 0      | 1     | 1      |
| 15     | Letland             | 0    | 0      | 1     | 1      |
| 15     | Moldavië            | 0    | 0      | 1     | 1      |
| 15     | Nederland           | 0    | 0      | 1     | 1      |
| 15     | Rusland             | 0    | 0      | 1     | 1      |
| 15     | Zwitserland         | 0    | 0      | 1     | 1      |
| Totaal | Totaal              | 16   | 16     | 32    | 64     |